# Розберг (Орегон)
Розберг (англ. Roseburg) — город в штате Орегон, США. Находится в долине реки Ампкуа в южной части штата и является административным центром и самым густонаселённым городом округа Дуглас. Основан в 1851 году. Согласно переписи 2020 года, население составляет 23 683 человека.

## История
Современный Розберг расположен на землях, где когда-то проживали многочисленные индейские племена. Город назван в честь поселенца Аарона Роуза, который 23 сентября 1851 года основал усадьбу в пределах нынешней городской черты. Изначально же населённый пункт назывался Дир-Крик, поскольку находился на месте слияния одноимённой реки с Саут-Ампкуа. В 1854 году избиратели выбрали Розберг административным центром округа. Почтовое отделение Дир-Крик было создано в 1852 году, а в 1857 году название населённого пункта было изменено на Резберг (изначально писалось Roseburgh; в 1894 году написание было изменено на Roseburg). 3 октября 1872 года Розберг был зарегистрирован в качестве города Законодательной ассамблеей Орегона.

### Взрыв в Розберге
7 августа 1959 года в Gerretsen Building Supply Company произошёл пожар. Ранее вечером водитель грузовика Pacific Powder Company, Джордж Резерфорд, припарковал свой грузовик со взрывчаткой перед зданием, но его не заметили. Грузовик взорвался около 1:14 ночи, разрушив здания в радиусе восьми кварталов и серьёзно повредив ещё 30 кварталов. В результате взрыва и пожара погибли 14 человек, а 125 получили ранения. Ущерб оценивался в 10-12 миллионов долларов. Центр города был перестроен, в основном на деньги, полученные от страховки. В Розберге построили новый мост через реку Саут-Ампкуа на участках, пострадавших от взрыва.

### Массовое убийство
1 октября 2015 года в колледже Апква произошла стрельба. 26-летний местный житель Кристофер Шон Харпер-Мерсер застрелил 9 человек и ранил столько же на территории кампуса, после чего застрелился.

## География
По данным Бюро переписи населения США, общая площадь города составляет 26,42 км2. Из них 25,93 км2 приходятся на сушу, а 0,49 км2 — на воду.

## Население
| Год переписи                               | Нас.  |  | %±     |
| ------------------------------------------ | ----- |  | ------ |
| 1860                                       | 835   |  | —      |
| 1870                                       | 600   |  | −28,1% |
| 1880                                       | 822   |  | 37%    |
| 1890                                       | 1472  |  | 79,1%  |
| 1900                                       | 1690  |  | 14,8%  |
| 1910                                       | 4738  |  | 180,4% |
| 1920                                       | 4258  |  | −10,1% |
| 1930                                       | 4362  |  | 2,4%   |
| 1940                                       | 4924  |  | 12,9%  |
| 1950                                       | 8390  |  | 70,4%  |
| 1960                                       | 11467 |  | 36,7%  |
| 1970                                       | 14461 |  | 26,1%  |
| 1980                                       | 16644 |  | 15,1%  |
| 1990                                       | 17032 |  | 2,3%   |
| 2000                                       | 20017 |  | 17,5%  |
| 2010                                       | 21181 |  | 5,8%   |
| 2020                                       | 23683 |  | 11,8%  |
| 1860–2020 — перепись населения. Источники: |       |  |        |

## Транспорт

### Дороги
Через Розберг проходят такие дороги, как OR 99, OR 138 и I-5.

### Аэропорты
В городе 2 аэропорта: Аэропорт Розберг Риджинал в северной части и Аэропорт Джорджа Фелта на западе.